# Supremo Tribunal da Índia
O Supremo Tribunal da Índia (Supreme Court of India em inglês) é o mais alto tribunal da Índia, conforme estabelecido pela Parte V, Capítulo IV da Constituição da Índia. Segundo a Constituição da Índia, o papel do Supremo Tribunal é o de um tribunal federal, guardião da Constituição e ao mais alto tribunal de recurso.

## Eutanásia na Índia

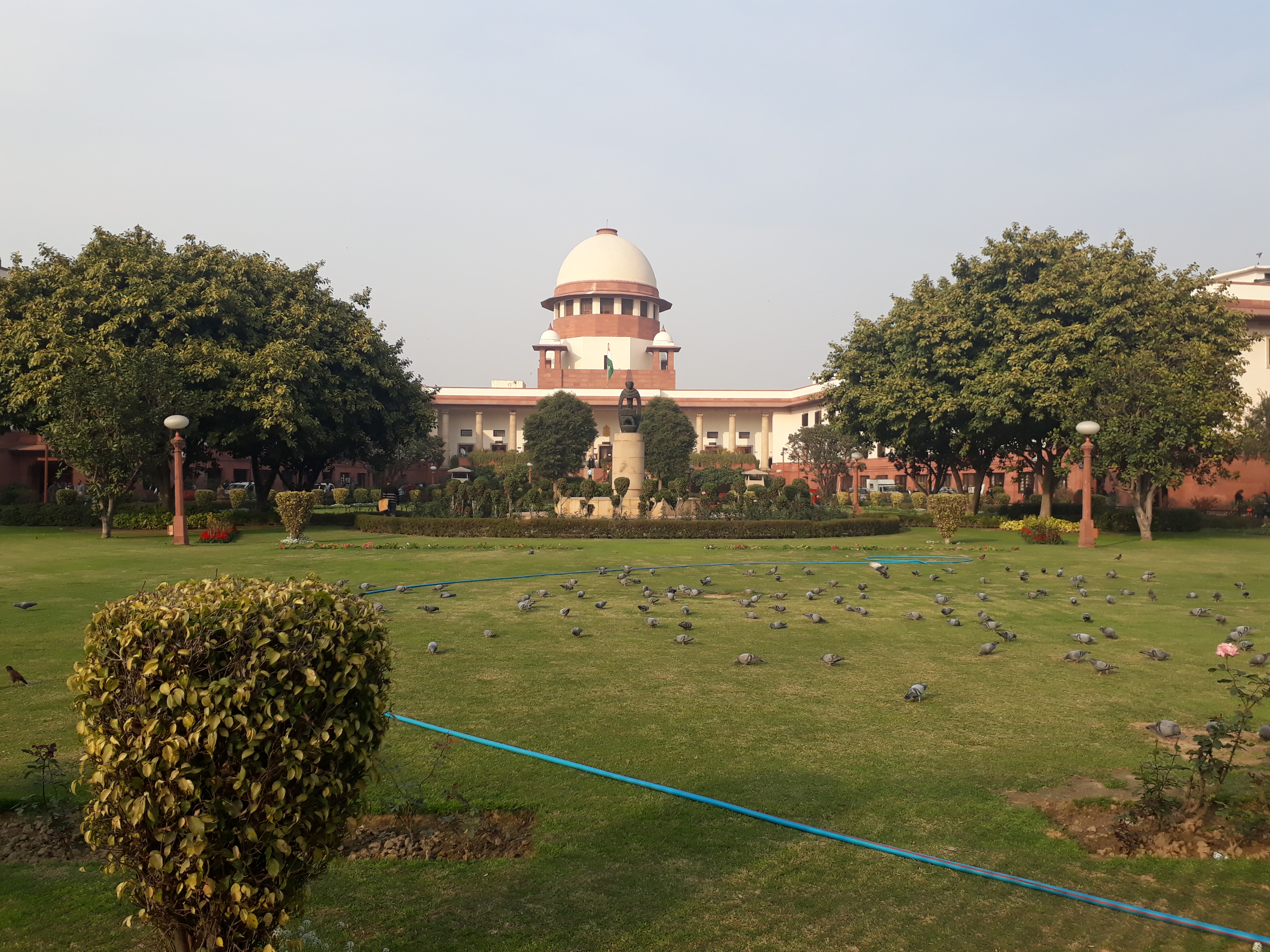
Prédio do Supremo Tribunal da Índia.

Em 7 de Março de 2011, o Supremo Tribunal da Índia legalizou a eutanásia passiva por meio da retirada de suporte de vida para pacientes em estado vegetativo permanente. A decisão foi tomada como parte da sentença num caso envolvendo Aruna Shanbaug, que esteve em estado vegetativo durante 37 anos no King Edward Memorial Hospital. O alto tribunal rejeitou a eutanásia activa, por meio de injecção letal. Na ausência de uma lei regulamentando a eutanásia na Índia, o tribunal declarou que a sua decisão se torna a lei do país até que o parlamento indiano emita uma lei adequada.